# باشگاه فوتبال اس‌ای‌پی
باشگاه فوتبال اس‌ای‌پی (ساپ) یک تیم فوتبال حرفه‌ای آنتیگوایی است که در لیگ برتر آنتیگوا و باربودا بازی می‌کند. این تیم در بولانز مستقر است. اس‌ای‌پی مخفف عبارت روحیه، نگرش و عملکرد است.
از بازیکنان برجسته این باشگاه می‌توان به پیتر بایرس اشاره کرد.

## افتخارات
- لیگ برتر: ۳ قهرمانی
- جام حذفی: ۲ قهرمانی
- سوپر جام: ۱ قهرمانی